# Operace Atalanta
Operace Atalanta (jinak též EU NAVFOR Somalia) je vojenská operace Evropské unie sloužící k omezení pirátství v oblasti Afrického rohu a Indického oceánu. Je to první námořní operace v dějinách EU. Mise probíhá od 8. prosince 2008 dodnes. Podílí se na ní též některé neunijní státy, přičemž probíhá ve spolupráci se silami NATO a válečnými plavidly plujícími například pod vlajkou Číny nebo Indie. Velitelství sídlí v Northwoodu u Londýna ve Spojeném království.

## Historie

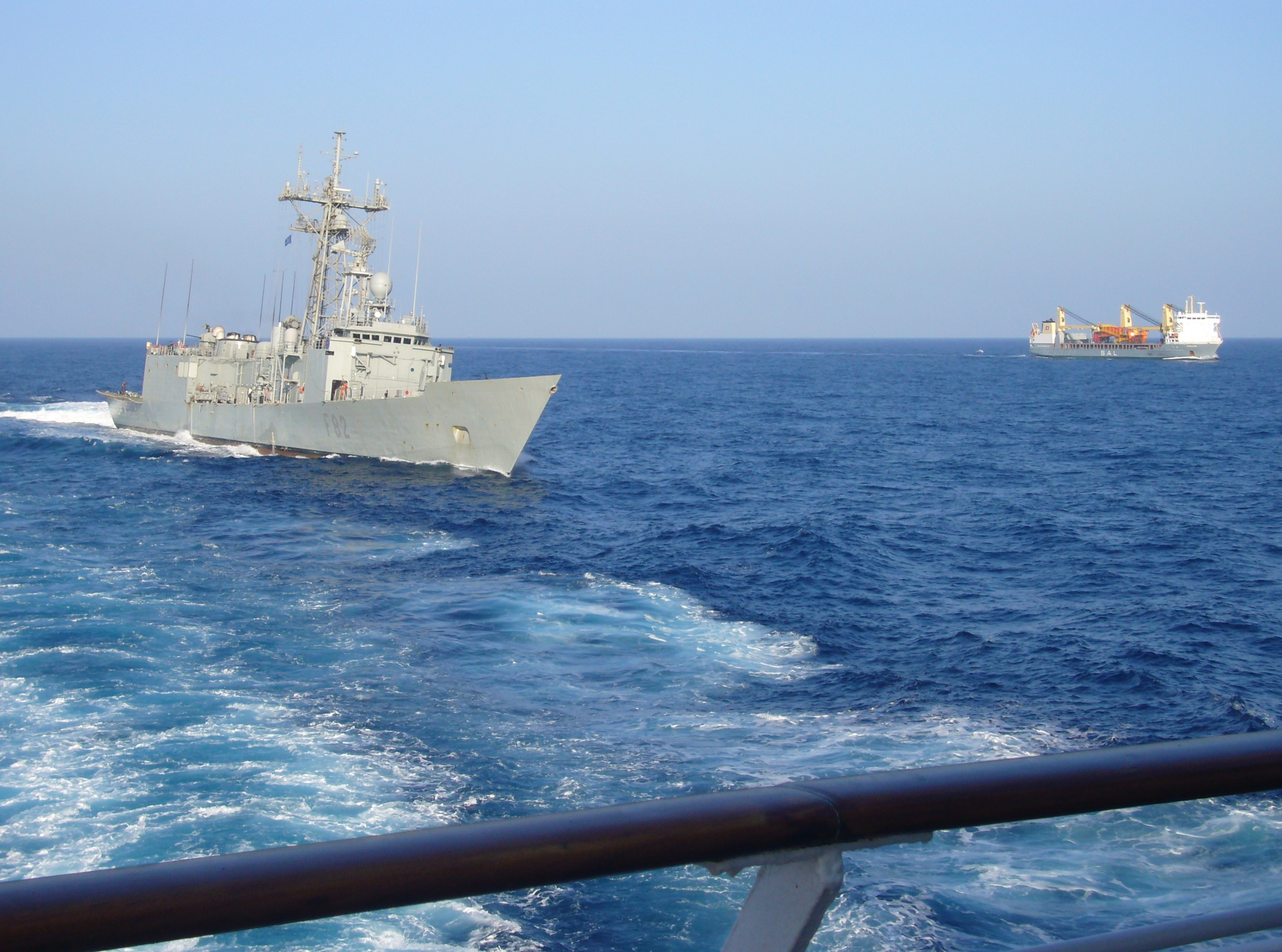
Španělská fregata Victoria (F82) doprovází nákladní loď

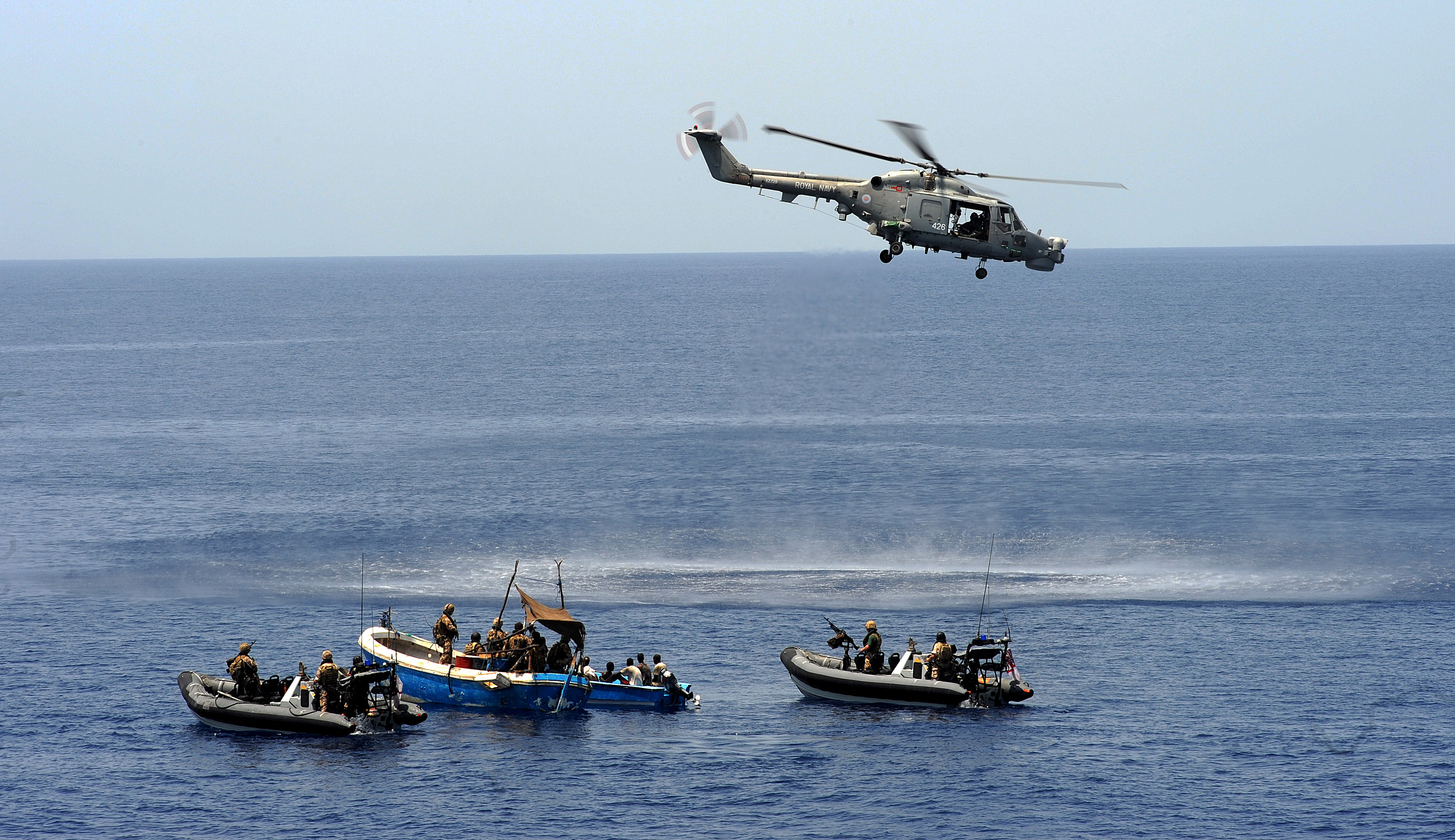
Britský vrtulník Lynx asistuje mariňákům při kontrole podezřelých člunů

Operace Atalanta byla spuštěna jako reakce na nárůst pirátských útoků na obchodní lodě plující v Adenském zálivu a Indickém oceánu, které způsobovaly značné hospodářské škody. Operaci členské státy EU spustily v prosinci 2008. Prvotním cílem tehdy byla ochrana humanitárních dodávek ze Světového potravinového programu. Počet zapojených plavidel se mění dle situace. Zatímco v roce 2011, kdy aktivita pirátů kulminovala, jich bylo 12, v roce 2016 už stačily čtyři. Během operace se skutečně podařilo výrazně omezit pirátské útoky. Zároveň bylo za prvních osm let operace zatčeno 154 osob podezřelých z pirátství.